# San Pedro Garza García
San Pedro Garza García – miasto w Meksyku, w stanie Nuevo León. Liczy 129 300 mieszkańców (1 lipca 2014 roku).